# Opalenica Cukrownia
Opalenica Cukrownia – nieczynny przystanek osobowy kolejki wąskotorowej w Opalenicy, w województwie wielkopolskim, w Polsce. Został otwarty w 1886 roku razem z linią z Opalenicy do Lwówka. Linia ta została zamknięta dla ruchu pasażerskiego w 1995 roku. W 2006 rozebrane zostało torowisko.